# Sermer Ádám
Sermer Ádám (Budapest, 1984. április 24.) politikus, kommunikációs tanácsadó. A Magyar Liberális Párt ügyvivője. A 2019-es magyarországi önkormányzati választáson a párt budapesti főpolgármester-jelöltje volt visszalépéséig.
A 2021-es magyarországi ellenzéki előválasztáson a Demokratikus Koalíció és a Liberálisok jelöltjeként Borsod-Abaúj-Zemplén megyei 7. sz. országgyűlési egyéni választókerületében indult. Az előválasztást megnyerve az ellenzék közös jelöltjévé vált a választókerületben, ám az országgyűlési választáson több mint 33%-kal kevesebb szavazatot kapott, mint a győztes Tállai András.

## Tanulmányai
A budapesti Berzsenyi Dániel Gimnázium elvégzése után a Budapesti Kommunikációs és Üzleti Főiskolán Üzleti Kommunikáció szakon szerzett diplomát 2008-ban, majd Kommunikáció szakon 2009-ben.

## Munkássága
Korábban reklámügynökségnél, ingatlan-üzemeltetés területén, nevelőként gyermekotthonban, valamint egy piackutató és elemző cégnél projektvezetőként dolgozott. Most a Magyar Liberális Pártnál végzett munkája mellett kommunikációs trénerként és tanácsadóként dolgozik.
2013-ban lett a Magyar Liberális Párt tagja, és a fóti időközi választáson volt aktivista Vargha Nóra kampányában. Később a párt budapesti, majd országos szervezőjeként dolgozott. 2015 és 2018 között a Liberális Párt ifjúsági szervezetének, a Liberális Fiatalok Társaságának (LiFT) volt az elnöke. 2014-ben az Új7 Demokrata Kör indította a VII. kerületi önkormányzati választásokon önkormányzati képviselő-jelöltként. 2015 szeptemberében a XIII. kerületi időközi választáson indult képviselő-jelöltként a Magyar Liberális Párt színeiben. 
2017 júniusa óta a párt ügyvivője, a 2018-as országgyűlési választás kampánya során pedig a párt jelöltállításért és szervezésért felelős elnökhelyettese. Részt vett az MSZP – Párbeszéddel folytatott tárgyaláson, amelynek eredményeként Bősz Anett megkapta a pártok közös országos listájának 15. helyét, így a választáson mandátumot szerzett. Sermer Ádám is szerepelt az MSZP-P listáján mandátumot nem szerző helyen. 
Politikai pályafutása során kiemelt témái a kisebbségek jogainak védelme, a politikai szélsőségek elleni fellépés és a kannabisz legalizációjának elősegítése.
2019 októbere óta a kannabiszra vonatkozó szabályozás magyarországi reformjaiért küzdő Legalizálj Egyesület alapító elnöke. Az egyesület végcélja, hogy a kannabisz teljeskörű legalizációja megvalósulhasson Magyarországon, és az alkoholtartalmú termékekhez hasonló szabályozás alakulhasson ki.

## Főpolgármester-jelöltsége
2018 októberében bejelentette, hogy a 2019-es önkormányzati választásokon a Liberálisok jelöltjeként indul a főpolgármesteri tisztségért. 2019 júniusában közzétette a Polgári Budapest című programját, mely három plusz egy pillérre épül.
Az első a „Nagy Budapest” nevet viseli. A  koncepció lényege, hogy a hétköznapi tapasztalatok alapján, az érintett kerületekkel egyeztetve alakítsák ki Budapest tényleges belvárosát, eközben a külső kerületek lokális igényeinek megfelelően gondolják át a közigazgatási határok kiterjesztését az agglomeráció felé. Ezáltal egy az eddiginél hatékonyabban üzemeltethető, akár nagyobb területű és lélekszámú Budapestet létrehozva.
A második „Közvetlen Budapest” pillér többek között azokat a törekvéseket tartalmazza, melyeknek lényege, hogy a budapesti polgároknak minél több beleszólása lehessen az őket közvetlenül érintő ügyekbe. Az elképzelés szerint helyi népszavazáson kellene dönteni például a közterületek átnevezéséről, névadásáról, de a költségvetési források egy részének elköltéséről is, ezen felül egyszerűsíteni kell a helyi népszavazások feltételein annak érdekében, hogy a polgárokat érintő kérdésekbe minél több esetben lehessen közvetlen beleszólása az érintetteknek is.
A „Modern Budapest” pillér a modern kor innovációt kívánja a város szerves részévé tenni. A program ezen része tartalmazza a digitális ügyintézés megteremtését, a közösségi megosztáson alapuló szolgáltatások támogatását és a környezettudatos közlekedési eszközök bevezetését is.
A program utolsó szakasza a „Közös Budapest” nevet viseli, ami tartalmazza a jelenlegi legsúlyosabb érdekképviseleti nehézségekkel küzdő társadalmi csoportok – a romák, a fiatalok és a melegek – célkitűzései közül a legfontosabbakat.
2019. augusztus 22-én visszalépett Karácsony Gergely javára, miután a két politikus érték- és programalapú megállapodást kötött egymással, amelynek részét képezte, hogy Karácsony, megválasztása esetén képviseli a szabadságelvű választókat, és együtt működik Sermer Ádámmal a Polgári Budapest program lényegi elemeinek megvalósításában.